# Erik Zabel
Erik Zabel (Berlim Leste, 7 de julho de 1970) é um ciclista alemão, que tem como especialidade a sua velocidade, o seu sprint. É o recordista de vitórias na camisola verde do Tour de France, 6, todas elas consecutivas e sempre.
Hoje em dia, e já numa fase de fim de carreira, corre pela equipa Milram.